# Karol I (książę Meklemburgii)
Karol I (ur. 28 września 1540 r., zm. 22 lipca 1610 r.) – książę Meklemburgii-Güstrow od 1603 r., administrator biskupstwa w Ratzeburgu.
Karol był najmłodszym, ósmym synem księcia Meklemburgii-Güstrow Albrechta VII. Jego matką była Anna, córka margrabiego Brandenburgii Joachima I Nestora. Od 1592 r. był administratorem biskupstwa w Ratzeburgu. W 1603 r., po śmierci ostatniego ze starszych braci, Ulryka odziedziczył tron książęcy w Meklemburgii-Güstrow. 
Nie ożenił się, nie miał dzieci. Po jego śmierci księstwo Meklemburgii-Güstrow przypadło Janowi Albrechtowi II i Adolfowi Fryderykowi I, książętom Meklemburgii-Schwerin.